# Aloe steudneri
Aloe steudneri är en grästrädsväxtart som beskrevs av Georg August Schweinfurth. Aloe steudneri ingår i släktet Aloe och familjen grästrädsväxter. Inga underarter finns listade i Catalogue of Life.

## Bildgalleri

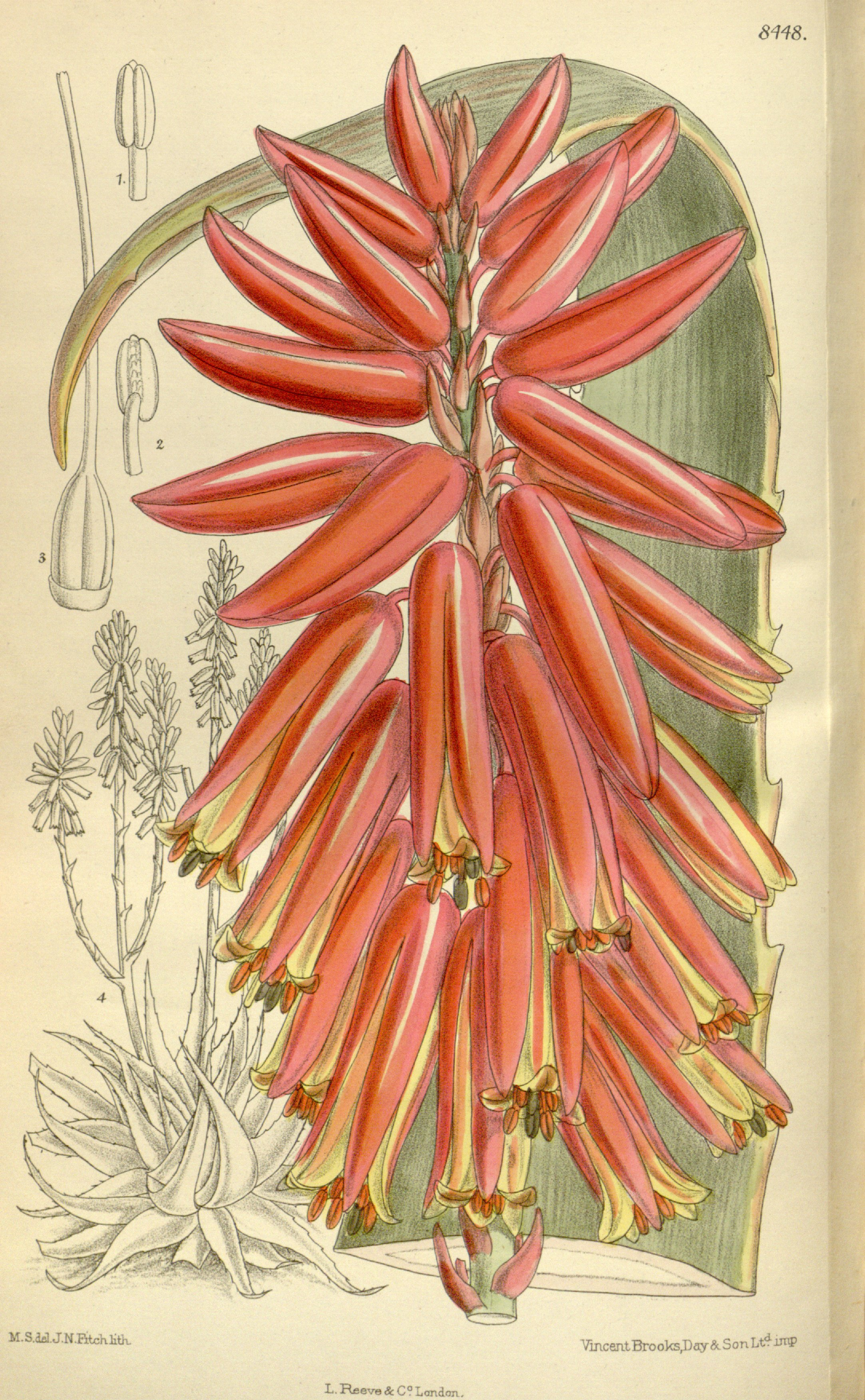